# Ministerstwo Administracji i Cyfryzacji
Ministerstwo Administracji i Cyfryzacji (MAC lub MAiC) – polski urząd administracji rządowej istniejący w latach 2011–2015, obsługujący ministra właściwego do spraw czterech działów administracji rządowej: administracja publiczna, informatyzacja, łączność oraz wyznania religijne, mniejszości narodowe i etniczne; utworzony 21 listopada 2011 roku, z mocą obowiązującą od 18 listopada 2011 roku.
Ministerstwo powstało w drodze przekształcenia znoszonych: Ministerstwa Spraw Wewnętrznych i Administracji oraz Ministerstwa Infrastruktury.
Od dnia 16 listopada 2015 z ministerstwa wyłączono komórki organizacyjne obsługujące działy: administracja publiczna i wyznania religijne oraz mniejszości narodowe i etniczne (włączone do Ministerstwa Spraw Wewnętrznych i Administracji), a od dnia 27 listopada 2015 wyłączono z ministerstwa także łączność (włączone do Ministerstwa Infrastruktury i Budownictwa). Urząd został przekształcony w Ministerstwo Cyfryzacji na mocy rozporządzenia Rady Ministrów 8 grudnia 2015 (z mocą od 16 listopada).

## Zakres działania ministra
Minister Administracji i Cyfryzacji kierował następującymi działami administracji rządowej:
- od 18 listopada 2011 r. do 16 listopada 2015 r.[6][1]
  - administracja publiczna
  - informatyzacja
  - łączność
  - wyznania religijne oraz mniejszości narodowe i etniczne

## Dział administracja publiczna
Dział administracja publiczna obejmował sprawy w chwili zniesienia urzędu:
- administracji, w tym organizacji urzędów administracji publicznej oraz procedur administracyjnych
- reform i organizacji struktur administracji publicznej
- zespolonej administracji rządowej w województwie
- podziału administracyjnego państwa oraz nazw jednostek osadniczych i obiektów fizjograficznych
- geodezji i kartografii
- przeciwdziałania skutkom klęsk żywiołowych i innych podobnych zdarzeń zagrażających bezpieczeństwu powszechnemu
- usuwania skutków klęsk żywiołowych i innych podobnych zdarzeń zagrażających bezpieczeństwu powszechnemu
- zbiórek publicznych
- prowadzenia rejestru podmiotów wykonujących zawodową działalność lobbingową

## Dział informatyzacja
Dział informatyzacja obejmował sprawy w chwili zniesienia urzędu:
- informatyzacji administracji publicznej
- systemów i sieci teleinformatycznych administracji publicznej
- technologii i technik informacyjnych
- standardów informatycznych
- wspierania inwestycji w dziedzinie informatyki
- zastosowań technologii informatycznych w społeczeństwie informacyjnym
- rozwoju społeczeństwa informacyjnego
- przeciwdziałania wykluczeniu cyfrowemu
- rozwoju usług świadczonych drogą elektroniczną oraz usług na żądanie
- realizacji zobowiązań międzynarodowych Rzeczypospolitej Polskiej w dziedzinie informatyzacji
- koordynacji interoperacyjności

## Dział łączność
Dział łączność obejmował sprawy w chwili zniesienia urzędu:
- poczty i telekomunikacji

## Dział wyznania religijne oraz mniejszości narodowe i etniczne
Dział wyznania religijne oraz mniejszości narodowe i etniczne obejmował sprawy w chwili zniesienia urzędu:
- stosunków Państwa z Kościołem Katolickim oraz innymi kościołami i związkami wyznaniowymi
- związane z zachowaniem i rozwojem tożsamości kulturowej mniejszości narodowych i etnicznych, integracją obywatelską i społeczną osób należących do tych mniejszości, a także zachowaniem i rozwojem języka regionalnego

## Kierownictwo (na dzień zniesienia ministerstwa)
- Andrzej Halicki (Platforma Obywatelska) – minister administracji i cyfryzacji od 22 września 2014
- Magdalena Młochowska – podsekretarz stanu ds. legislacji, budżetu i finansów od 2 lutego 2012
- Bogdan Dombrowski (Polskie Stronnictwo Ludowe) – podsekretarz stanu ds. współpracy i pomocy samorządom w budowie sieci szerokopasmowego internetu od 1 września 2013
- Jurand Drop – podsekretarz stanu ds. telekomunikacji, społeczeństwa informacyjnego i e-administracji od 11 maja 2015
- Stanisław Huskowski (Platforma Obywatelska) – sekretarz stanu ds. administracji od 6 maja 2013
- Elżbieta Markowska – dyrektor generalny od 28 lipca 2014

## Struktura organizacyjna
W skład ministerstwa wchodzi Gabinet Polityczny oraz następujące komórki organizacyjne:
- Biuro Dyrektora Generalnego
- Biuro Ministra
- Departament Administracji Publicznej
- Departament Budżetu i Finansów
- Departament Informatyzacji
- Departament Kontroli, Skarg i Wniosków
- Departament Koordynacji Funduszy Europejskich
- Departament Poczty
- Departament Prawny
- Departament Rozwoju Kapitału Ludzkiego
- Departament Społeczeństwa Informacyjnego
- Departament do spraw Usuwania Skutków Klęsk Żywiołowych i Zarządzania Kryzysowego
- Departament Telekomunikacji
- Departament Wyznań Religijnych oraz Mniejszości Narodowych i Etnicznych

Organy podległe lub nadzorowane
- Główny Geodeta Kraju
- Prezes Urzędu Komunikacji Elektronicznej

Jednostki podległe
- Centrum Cyfrowej Administracji[10]
- Centrum Projektów Polska Cyfrowa
- Narodowy Instytut Samorządu Terytorialnego

Jednostki organizacyjne nadzorowane przez ministra:
- Instytut Geodezji i Kartografii w Warszawie
- Instytut Łączności – Państwowy Instytut Badawczy w Warszawie

## III Rzeczpospolita(2011–2015)

### Ministrowie Administracji i Cyfryzacji Rzeczypospolitej Polskiej

Herb Polski

| Lp. | Zdjęcie | Imię i nazwisko (partia polityczna) | Objęcie urzędu | Złożenie urzędu | Długość urzędowania | Rząd                     |
| --- | ------- | ----------------------------------- | -------------- | --------------- | ------------------- | ------------------------ |
| 1.  |         | Michał Boni (ur. 1954)              | 18 XI 2011     | 27 XI 2013      | 740 dni             | Drugi rząd Donalda Tuska |
| 2.  |         | Rafał Trzaskowski (PO) (ur. 1972)   | 3 XII 2013     | 22 IX 2014      | 293 dni             | Drugi rząd Donalda Tuska |
| 3.  |         | Andrzej Halicki (PO) (ur. 1961)     | 22 IX 2014     | 16 XI 2015      | 420 dni             | Rząd Ewy Kopacz          |